# Dolichopus nigricauda
Dolichopus nigricauda är en tvåvingeart som beskrevs av Van Duzee 1921. Dolichopus nigricauda ingår i släktet Dolichopus och familjen styltflugor. Inga underarter finns listade i Catalogue of Life.